# Инкстер (Мичиген)
Инкстер (енгл. Inkster) град је у америчкој савезној држави Мичиген. По попису становништва из 2010. у њему је живело 25.369 становника.

## Демографија
Према попису становништва из 2010. у граду је живело 25.369 становника, што је 4.746 (15,8%) становника мање него 2000. године.
| Група             | 2000.          | 2010.          |
| Белци             | 7.379 (24,5%)  | 4.959 (19,5%)  |
| Афроамериканци    | 20.330 (67,5%) | 18.569 (73,2%) |
| Азијати           | 1.031 (3,4%)   | 413 (1,6%)     |
| Хиспаноамериканци | 482 (1,6%)     | 653 (2,6%)     |
| Укупно            | 30.115         | 25.369         |